# هو-سونگ پاک
هو-سونگ پاک (انگلیسی: Ho-Sung Pak؛ زادهٔ ۸ نوامبر ۱۹۶۷) بازیگر و رزمی‌کار کره‌ای‌تبار اهل ایالات متحده آمریکا است.
از فیلم‌ها یا برنامه‌های تلویزیونی که وی در آن نقش داشته‌است، می‌توان به استاد مست ۲ اشاره کرد.